# Cubocephalus denticulatus
Cubocephalus denticulatus är en stekelart som beskrevs av Henry Keith Townes, Jr. 1962. Cubocephalus denticulatus ingår i släktet Cubocephalus och familjen brokparasitsteklar. Utöver nominatformen finns också underarten C. d. obscuripes.